# T-19
T-19 – radziecki prototypowy czołg średni z okresu międzywojennego. Pojazd wyposażony był w armatę B-3 lub Hotchkiss kalibru 37 mm oraz dwa karabiny maszynowe DT kalibru 7,62 mm. Zawieszenie czołgu zostało skopiowane z francuskiego pojazdu Renault NC-27.
Prace nad pojazdem, mającym zastąpić przestarzałe czołgi T-18, trwały w latach 1929-1931 i zaowocowały wyprodukowaniem dwóch prototypów. Niezadowalające wyniki testów poligonowych oraz wysokie koszty produkcji T-19 spowodowały zarzucenie projektu na rzecz czołgu T-26.